# Adolfo Ovalle Raffo
Adolfo Andrés Ovalle Raffo (Temuco, Chile; 28 de abril de 1997) es un futbolista chileno. Juega de centrocampista.

## Trayectoria
Ovalle nació en Chile y creció en Salt Lake City, Utah junto a su familia, su padre Adolfo Ovalle Wood también fue futbolista. Comenzó su carrera como juvenil en La Roca Futbol Club, club amateur de su padre, y desde 2012 en las inferiores del Real Salt Lake en Arizona.
Firmó su primer contrato con Salt Lake en 2015 como jugador de cantera, y fue cedido al segundo equipo del club, el Real Monarchs. Dejó el club en abril de 2016.
Tras su salida pasó por el fútbol italiano, en el Fidelis Andria y el Sambenedettese, etapa marcada por una grave lesión de espalda.
En 2018 fichó en el Rangers de Talca de la Primera B de Chile.
Tras una temporada y cuatro encuentros por Rangers, en 2019 Ovalle se unió al Toronto FC II en la USL League One. En esta etapa y tras la pandemia, fue cedido al Forward Madison.
En abril de 2022, Ovalle se incorporó al Tacoma Defiance en la MLS Next Pro.

## Selección nacional
Fue seleccionado sub-20 de Chile. Junto a la selección, ganó el Torneo Internacional de la Alcudia 2015.

## Clubes
| Club                     | País           | Año           |
| ------------------------ | -------------- | ------------- |
| Real Salt Lake           | Estados Unidos | 2015-2016     |
| Real Monarchs (Cedido)   | Estados Unidos | 2015          |
| Fidelis Andria           | Italia         | 2016-2017     |
| Sambenedettese (Cedido)  | Italia         | 2017          |
| Rangers de Talca         | Chile          | 2018          |
| Toronto FC II            | Canadá         | 2019-2020     |
| Forward Madison (Cedido) | Estados Unidos | 2020          |
| Tacoma Defiance          | Estados Unidos | 2022-presente |

## Vida personal
Hijo del exfutbolista Adolfo Ovalle Wood, su hermano Nicolás Ovalle también es futbolista.